# Gare de Montceaux - Vindecy
La gare de Montceaux - Vindecy, est une gare ferroviaire, fermée et désaffectée, de la ligne du Coteau à Montchanin. Elle est située rue de l'Arsenne et voie verte, sur le territoire de la commune de Montceaux-l'Étoile, proche de la limite de la commune de Vindecy, dans le département de Saône-et-Loire en France.

## Situation ferroviaire
Établie à 250 mètres d'altitude, la gare de Montceaux - Vindecy est située au point kilométrique (pk) 42,900 de la ligne du Coteau à Montchanin, entre les gares de Marcigny et de Saint-Yan.

## Histoire
La gare de Montceaux - Vindecy est mise en service le 1er juin 1882 par la Compagnie des chemins de fer de Paris à Lyon et à la Méditerranée (PLM), lorsqu'elle ouvre à l'exploitation la section, à voie unique, du Coteau à Paray-le-Monial.
En 1893, une boîte à lettre mobile est placée en gare.
En 1911, la gare figure dans la Nomenclature des gares stations et haltes du PLM. C'est une gare de la 4e section de la ligne PLM de Roanne à Montchanin, située entre la gare de Marcigny et la gare de Saint-Yan. Elle peut recevoir des dépêches privées, elle est : « ouverte au service complet de la grande vitesse, à l'exclusion des chevaux chargés dans des wagons écuries s'ouvrant en bout et des voitures à 4 roues, à deux fonds et à deux banquettes dans l'intérieur, omnibus, diligence, etc. » ; et « ouverte au service complet de la petite vitesse, à l'exclusion des Chevaux chargés... ».
En 1915, sa voie d'évitement est allongée.
La gare est fermée au service des voyageurs, comme la section de ligne du Coteau à Paray-le-Monial le 20 mai 1940. La fermeture aux marchandises a lieu le 24 mai 1990 d'Iguerande à Paray-le-Monial.

## Patrimoine ferroviaire
Le site a conservé : l'ancien bâtiment voyageurs, devenu une propriété privée, avec le puits, et à proximité l'ancien café de la gare.